# Karen Machon
Karen Machon (* 2. September 1944 in Port Chester, New York, Vereinigte Staaten) ist eine US-amerikanische Schauspielerin.

## Leben
Machon ist die Tochter von Daniel Walter Machon und Mary Jane Williams. Von 1963 bis 1979 war sie mit Michael Collyer verheiratet. 1985 heiratete sie Gary Wayne Varney; mit ihm hat sie ein Kind.

## Filmographie (Auswahl)
- 1970: Verflucht bis zum jüngsten Tag
- 1971: Alias Smith und Jones
- 1971: O’Hara, U.S. Treasury
- 1973: Barnaby Jones
- 1973: Blade – Der Kontrabulle
- 1975: Get Christi Love!
- 1975: Columbo: Der Schlaf, der nie endet
- 1975: Shell Game
- 1975: Elley Queen
- 1975: Harry-O
- 1976: Police Story – Immer im Einsatz
- 1976: Joe Forrester
- 1977: Detektiv Rockford – Anruf genügt
- 1977: Rafferty
- 1978–1979: The Runaways
- 1979–1980: Spiderwoman
- 1980: Stone
- 1981: Enos
- 1981: Entscheidung in Not
- 1981: Jessica Novak
- 1981: The Seal
- 1982: Strike Force
- 1983: Trapper John, M.D.
- 1983: Der einsame Kampf der Sarah Bowman
- 1984: Emarald Point
- 1992: Wild Card
- Ausreißer